# Beate Binder
Beate Binder (geboren um 1960) ist eine deutsche Ethnologin.

## Karriere
Sie studierte von 1980 bis 1988 empirische Kulturwissenschaft, neuere Geschichte mit Schwerpunkt Osteuropa und Soziologie an der Eberhard-Karls-Universität Tübingen. 1999 promovierte sie an der Fakultät für Sozial- und Verhaltenswissenschaften der Eberhard-Karls-Universität Tübingen und 2007 hat sie an der Philosophischen Fakultät der Humboldt-Universität zu Berlin habilitiert. Seit 2008 lehrt sie als Professorin für Europäische Ethnologie und Geschlechterstudien an der Humboldt-Universität zu Berlin.
Ihre Forschungsschwerpunkte sind Geschlechterstudien in der Europäischen Ethnologie, feministische Kulturanthropologie und Kulturanthropologie queerer Lebenswelten, Stadtanthropologie, Verbindungen von Raum, Geschlecht und Sexualität, politische Anthropologie / Anthropologie politischer Prozesse, Rechtsanthropologie und Erinnerungspolitiken und -praxen.
Beate Binder ist Ko-Sprecherin beim Zentrum für transdisziplinäre Geschlechterstudien (ztg), Sprecherin der Kommission Frauen- und Geschlechterforschung in der Deutsche Gesellschaft für Volkskunde (dgv), Prüfungsausschuss-Vorsitzende am Institut für Europäische Ethnologie und Beirats-Vorsitzende des Fachinformationsdienstes Sozial- und Kulturanthropologie, der Humboldt-Universität.

## Auszeichnungen und Ehrungen
- Preis für gute Lehre der Philosophischen Fakultät, Humboldt-Universität zu Berlin, 2011[2]

## Schriften (Auswahl)
- Elektrifizierung als Vision. Zur Symbolgeschichte einer Technik im Alltag. Tübinger Vereinigung für Volkskunde, Tübingen 1999, ISBN 3-932512-06-5 (Zugl.: Dissertation. Universität Tübingen, 1996).
- Streitfall Stadtmitte. Der Berliner Schloßplatz. Böhlau Verlag, Köln / Weimar / Wien 2009, ISBN 978-3-412-20040-4 (Zugl.: Habilitations-Schrift. Humboldt-Univ., Berlin 2006/2007).